# Maltignano
Maltignano – miejscowość i gmina we Włoszech, w regionie Marche, w prowincji Ascoli Piceno.
Według danych na styczeń 2009 gminę zamieszkiwało 2536 osób przy gęstości zaludnienia 310,8 os./1 km².